# Krzyżanki (powiat człuchowski)
Krzyżanki – osada w Polsce położona w województwie pomorskim, w powiecie człuchowskim, w gminie Człuchów. Miejscowość jest częścią składową sołectwa Rychnowy.
W latach 1975–1998 miejscowość administracyjnie należała do województwa słupskiego.
W miejscowości działało Państwowe Gospodarstwo Rolne Krzyżanki.
Inne miejscowości o nazwie Krzyżanki: Krzyżanki